# Collégiale Notre-Dame de Vernon
Pour les articles homonymes, voir Collégiale Notre-Dame et Notre-Dame.
La collégiale Notre-Dame de Vernon est une ancienne collégiale située à Vernon dans l'Eure. Elle se situe face à l'hôtel de ville, en retrait de la rue Carnot.
L'édifice fait l’objet d’un classement au titre des monuments historiques par la liste de 1862 et renferme plus de trente « objets » classés.

## Histoire de l'édifice
Les travaux de l'édifice ont commencé vers la fin XIe siècle. C'est vers 1072 qu'eut lieu la dédicace à « la Sainte Mère de Dieu » de la collégiale par Gilbert Fitz Osbern, évêque d'Évreux, cette église étant construite dans l'environnement d'un temple païen. 
Sa façade date du XVe siècle. 
En 1160, Guillaume de Vernon senior fonde le collège de seize chanoines.
La collégiale de Vernon possède deux flèches hautes de 70 m. D'importants travaux effectués entre 1360 et 1610 ont concerné la nef et la façade de la collégiale pour créer une magnifique construction gothique de six travées et treize chapelles latérales. Elle fut achevée au XVIIe siècle.
Cette construction est l'une des plus anciennes de Normandie, en pierre calcaire de Vernon, plan en croix latine à transept non saillant ; étages, un vaisseau, voûtes d'ogives, couverture en ardoise. 
- Longueur totale est : 61 m
- Longueur de la nef : 34,25 m, derrière le mur de celle-ci se dressait la Tour au XIIIe siècle
- Hauteur de la nef : 22 m surplombant les parties les plus anciennes
- Largeur de la nef : 8,25 m
- Carré du transept : 7,15 m
- Longueur du chœur et de l'abside : 10,49 m. Le chœur du XIIe siècle entouré d'un déambulatoire voûté d'ogives. Sacristie et salle du trésor du XVIe siècle

Par suite des crues de la Seine, le carrelage du sol fut rehaussé de 50 cm en 1658.
Pendant la période révolutionnaire, la « ci-devant collégiale » devint le « temple de la Raison ».
Le vicomte Félix Leclerc de Pulligny, archéologue, restaure la collégiale en 1871 et de nombreuses églises et calvaires du Vexin Normand.
Au cours de la Seconde Guerre mondiale, la collégiale eut à souffrir des bombardements de 1940 et 1944, durant lesquels elle perdit notamment tous ses vitraux.
Toutefois, grâce aux travaux entrepris, la collégiale reste un des témoins du patrimoine artistique de la ville de Vernon.

## Description de la collégiale

### L'extérieur de la collégiale
La façade occidentale date des XIVe et XVe siècles.
La décoration du portail principal est dédiée à la Vierge Marie, à laquelle la collégiale est consacrée. Le linteau a été réalisé par Ferdinand Taluet en 1866. Il évoque quelques scènes de la vie de Marie : l'Annonciation, la Visitation, L'Adoration des Mages et la Présentation de Jésus au temple. Les statues du tympan ont  été martelées pendant la Révolution.
Au-dessus du portail, la  rose présente un tracé qui rappelle celui de la rose de la Sainte-Chapelle de Vincennes datée autour de 1400. Quatre grands cercles tangents parcourus de courbes et de contrecourbes qui dessinent des soufflets et des mouchettes, sont inscrits dans un cercle, lui-même inscrit dans un carré. La carré peut, selon une interprétation traditionnelle, symboliser la Terre (le monde matériel), le cercle, le ciel (le monde spirituel) et les quatre petits cercles, les quatre fleuves du Paradis (d'où les courbes qui représenteraient l'ondoiement de l'eau), les quatre points cardinaux et/ou les quatre Évangélistes répandant la parole de Dieu à travers tout l'univers[réf. nécessaire].
Chaque niveau de la façade est souligné par une petite galerie reliant les deux tourelles octogonales qui enserrent la partie centrale.
Sur la croisée du transept, beaucoup moins élevée que le vaisseau central, la tour centrale du XIIIe siècle est restée inachevée. L'abside est surmontée d'un épi de plomb du XVe siècle.
Le portail nord se caractérise par sa voussure ornée d'anges et par une frise composée de feuilles de vigne, de grappes de raisin et de pommes de pin.
Sur un pilier extérieur de l'édifice, une inscription indique le niveau atteint par la crue de la Seine en 1658 : 
```
« L'an Mil six centz Cinquante huict, huict degredz des poissons (28 février), la Seine brisant le pont, O triste bruit, estendit ici son domaine. »
```

À l'extrémité de l'église, des pierres d'attente font penser que les travaux prévus n'ont jamais été réalisés, sans doute faute de budget[réf. nécessaire].
De puissants arcs-boutants soutiennent les piliers de la nef et des gargouilles représentent des monstres et des démons.

### L'intérieur de la collégiale
Le visiteur de la collégiale sera frappé par la différence d'éclairage et de hauteur entre le chœur ancien et la nef plus récente (le triforium et les grandes verrières participent de cette impression).

#### La nef
Au-dessus du chœur, un Christ en Croix, entouré de la Vierge et de saint Jean a été réalisé vers 1644 par le sculpteur Jean Drouilly.
Adossées aux piliers de l'entrée, les statues des douze Apôtres sont dues à un autre artiste régional, Joseph Décorchemont; elles datent du XIXe siècle.
Derrière les orgues, la rosace réalisée en 1975 est l'oeuvre du peintre verrier Jacques Bony.

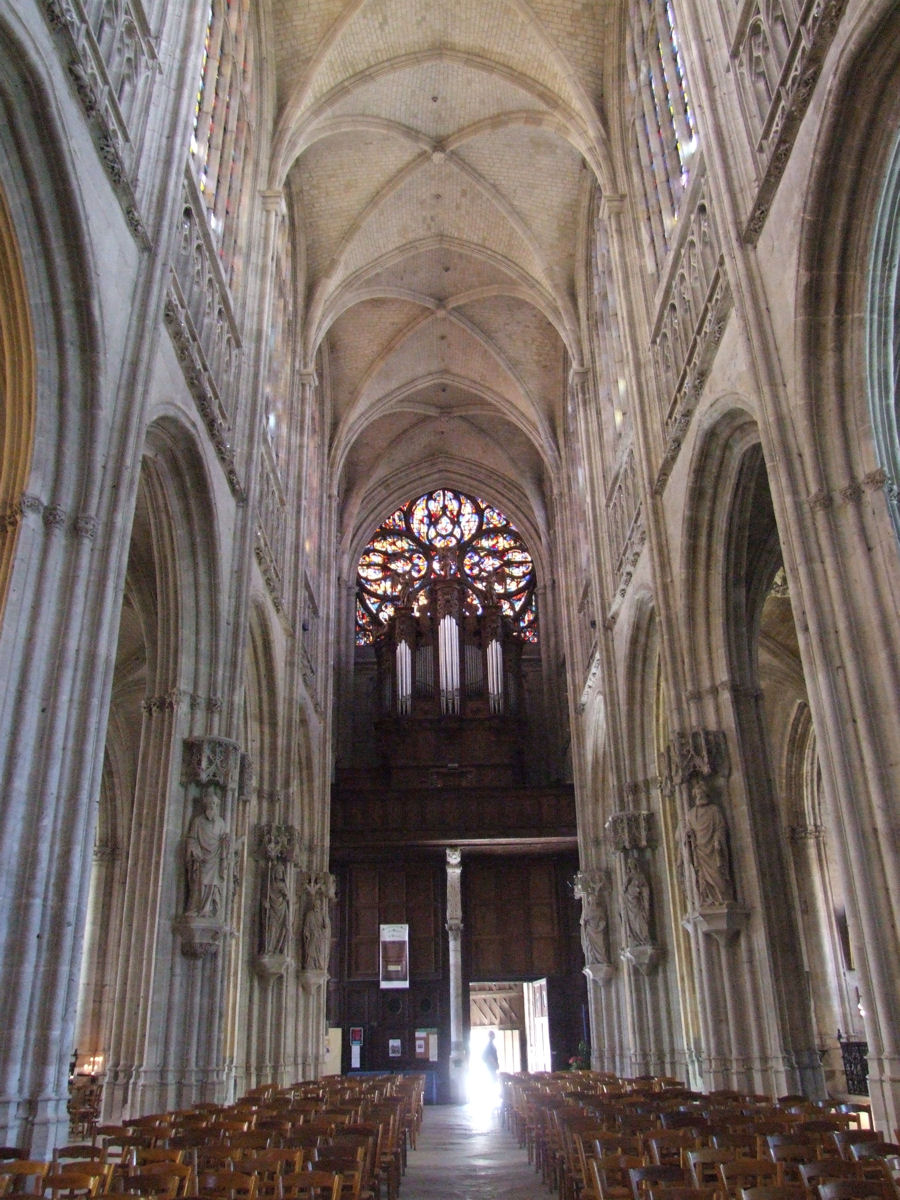
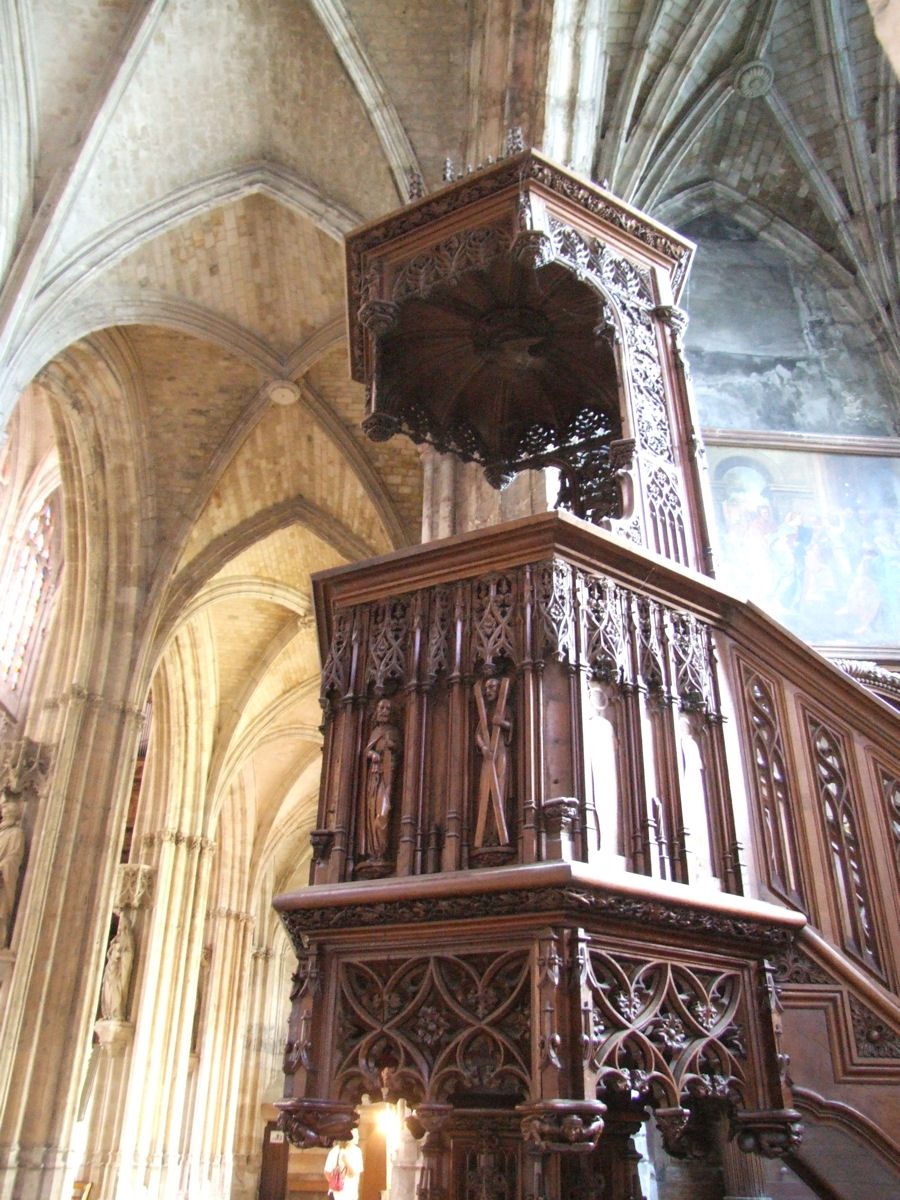
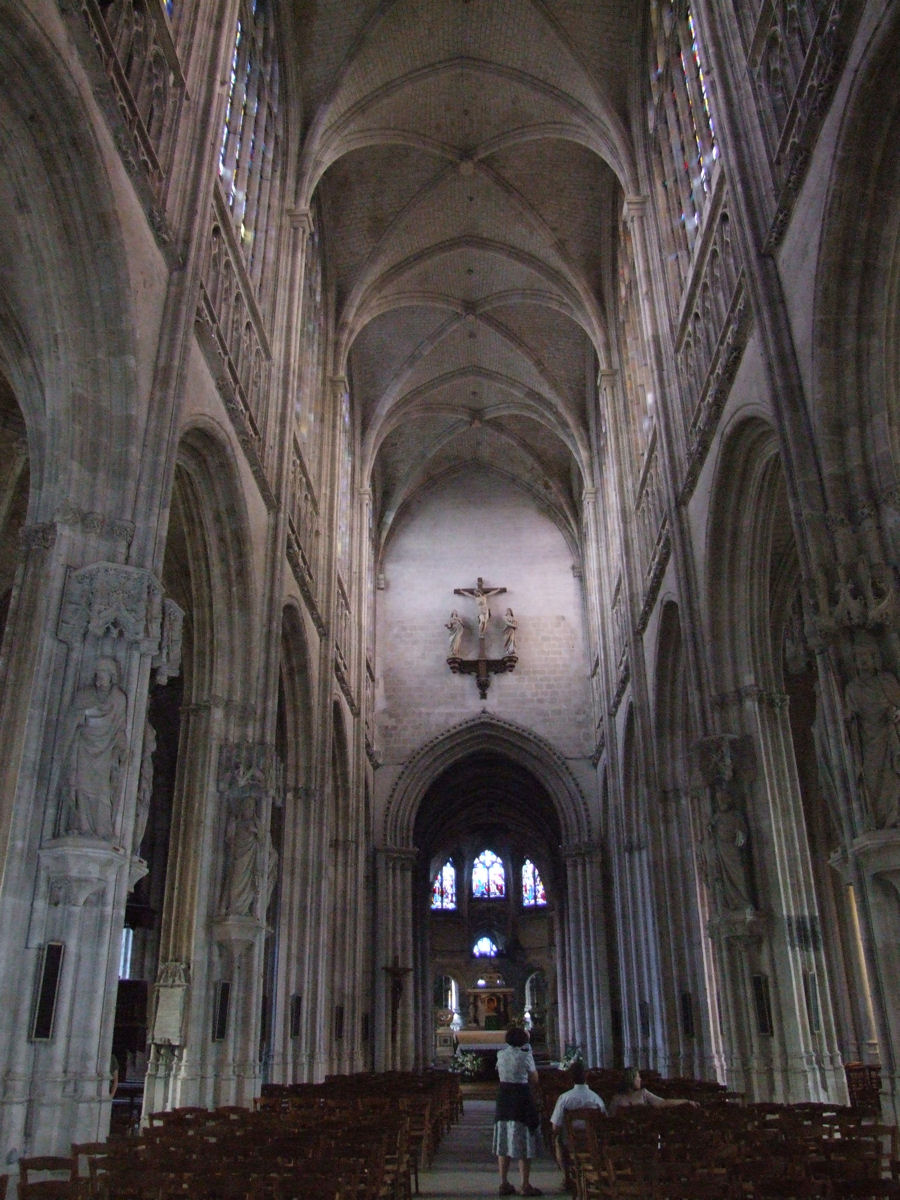
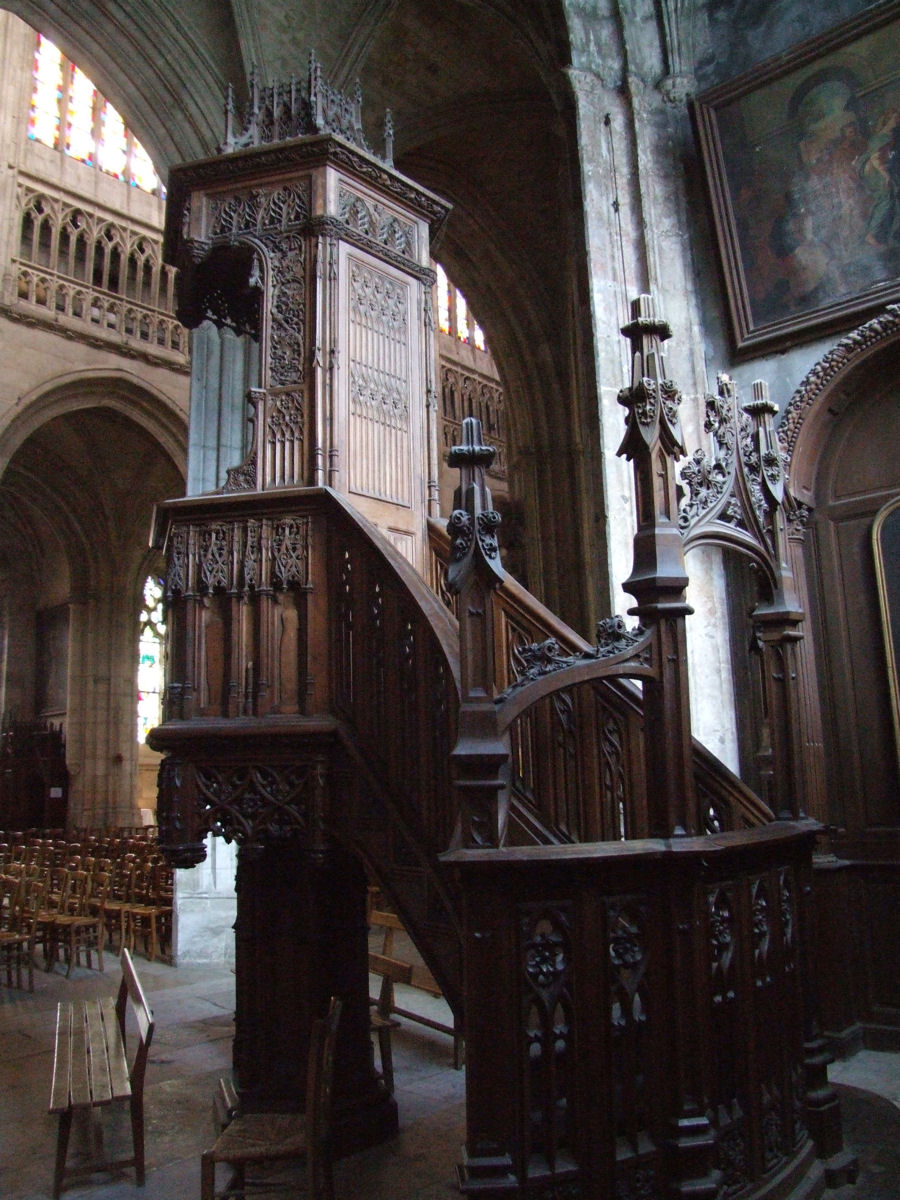

#### Le chœur
C'est la partie la plus ancienne de l'église. Le chœur est, en effet, roman. Il est fermé par neuf arcades en plein cintre à colonnes faites d'un seul bloc de pierre. Les colonnes sont surmontées de chapiteaux évasés. Certains sont garnis de décors de feuillage ou montrent des animaux. Les arcades sont surélevées, technique assez rare dans l'architecture romane.
Le remarquable maître autel de style Louis XVI provient de la chartreuse de Gaillon. Il a été installé à cet endroit en 1791.

#### Le déambulatoire
Le déambulatoire serait le premier de style gothique en Normandie, datant des années 1160. 
Au-dessus de la porte menant à l'extérieur, à droite de la chapelle de la Vierge, un vitrail évoque un verset de l'Évangile selon Saint Jean : « Je suis la lumière du monde ». À noter l'éclat rayonnant des rouges et des jaunes lors de l'éclairage de ce vitrail par un soleil levant. 

#### Porte Renaissance
Dans le déambulatoire, la sacristie est accessible par une porte de style Renaissance à panneaux "plis de serviette", encadrée d'un décor de la même époque, sans doute sous l'influence des nouveautés apparues au château de Gaillon (1506-1509) tout proche. Cet édifice a en effet été « un foyer majeur de développement », en se montrant avant-gardiste dans les différentes synthèses et expériences engagées depuis 1495 avec le style Louis XII.
Dans l'exemple présent, le type de chapiteaux déjà vu au château de Blois (1498-1503) et au Château de Fontaine-Henry (1500-1537), ainsi que l’ébrasement de la porte formant comme trois voussures rectilignes de rubans enroulés et de feuilles naturalistes, restent dans l'esprit du style Louis XII. De même, les ornements lombards tels que les denticules et le bas-relief du linteau ne sont pas une nouveauté en soi puisqu'on les retrouve abondamment employés dès la toute fin du XVe siècle, comme autant de nouveaux motifs décoratifs venant enrichir le vocabulaire gothique. D'ailleurs, loin de marquer une rupture avec la période médiévale, l'alternance de candélabres et de dauphins dont la queue se terminent en forme de rinceau, rappellent les engoulants normands. 
La nouveauté vient ici du traitement classicisant de l'encadrement de la porte dont l'entablement et les colonnes à balustres rudentées annoncent clairement le style de la « première Renaissance rouennaise », par leurs «similitudes avec certains édifices» de la région (double-anneau à mi-hauteur). 

### La chapelle des fonts baptismaux
Cuve baptismale du XVe siècle.

#### L'ancienne chapelle baptismale

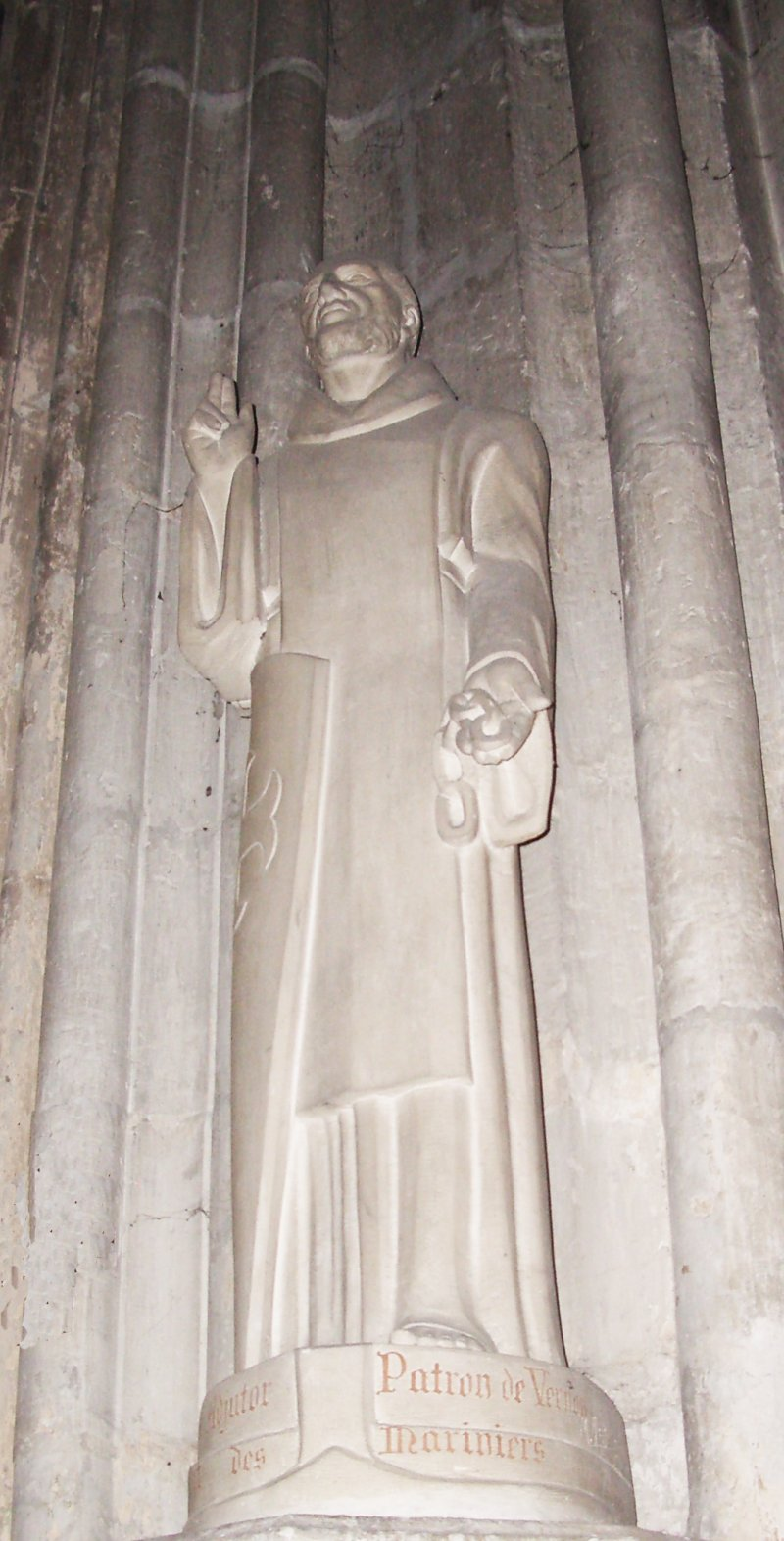
Saint Adjutor

À gauche de la chapelle, une statue moderne représente saint Adjutor en moine chevalier, portant une robe de bure, écu au côté, des chaînes dans la main gauche.
La partie haute du vitrail, reste des verrières du XVIe siècle, montre la Crucifixion de Jésus entre les deux larrons. La partie basse, moderne et non figurative, dans les tons gris et rouge, sert à mettre la scène en évidence.

#### Chapelle Saint-Vincent-de-Paul
Cette chapelle abrite le mausolée, provenant de l'église Sainte-Geneviève (détruite en 1792), de Marie Maignart, donatrice des orgues, et décédée en 1610,  à l'âge de 23 ans. Elle est figurée en orante, agenouillée sur un coussin, et habillée de la robe à vertugadin typique de l'époque Henri IV (voir aussi  la plaque, datée de 1596, apposée sur le troisième pilier de la nef). L'épitaphe commence ainsi : Passant arreste un peu ta veue sur ce marbre muet il t'apprendra quelle est la condition de l'estre humain qui va flottant entre la vie et le trépas. Ci gist ...
Comme pour le vitrail de l'ancienne chapelle baptismale, le vitrail reprend des éléments du XVIe siècle avec une composition moderne de 1994 de l'atelier Hermet-Juteau.
À droite de la chapelle, une statue de sainte Catherine, récemment restaurée. Elle était autrefois sous le porche nord, à l'extérieur.

#### Chapelle des Frères de Charité

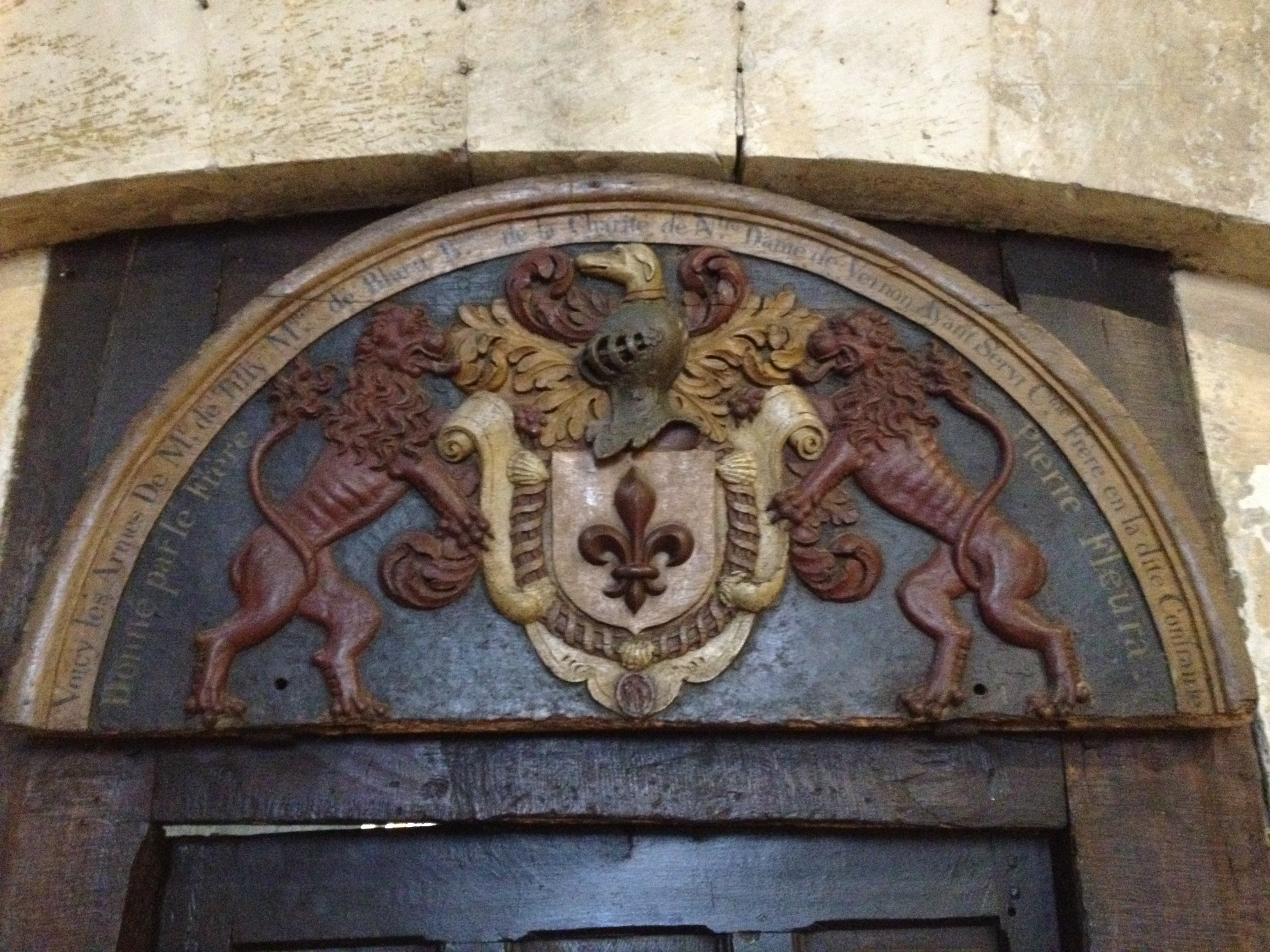
Armes d'un bienfaiteur de la Charité

La chapelle correspond à deux travées de la nef. Les voûtes sont remarquables avec leurs nervures de style gothique flamboyant de la fin du XVe siècle.
La Confrérie de charité du Saint-Sacrement fut fondée au XIVe siècle par les tailleurs de draps et autres bourgeois de la ville de Vernon. Elle se chargeait de l'inhumation des morts.
Le retable, sans doute du début du XVIe siècle, peint sur bois, horizontal avec la partie supérieure saillante, est une Passion du Christ représentée en cinq épisodes séparés par des colonnes d'esprit Renaissance : Flagellation ; Montée au calvaire ; Crucifixion ; Mise au tombeau ; Résurrection.
Le panneau cintré en bois portant un décor sculpté en haut-relief, situé à l'entrée de la collégiale et représentant les armes de M. de Tilly, marquis de Blaru, bienfaiteur de la Charité, devait figurer au-dessus de la porte de la chambre de charité, détruite au début du XXe siècle.

#### Chapelle des baptêmes
Un triptyque sur bois du XVe siècle représente la Passion, la Mort et la Résurrection du Christ.
Un panneau de bois sculpté représente un ange portant la communion à sainte Avoye, prisonnière. Il date du XVIIe siècle.
La baie est éclairée par un vitrail aux dominantes rouges et blanches pour évoquer la gloire du Christ lors de la Résurrection.

#### Chapelle Sainte-Geneviève
Un tableau représente une splendide Résurrection attribuée à Annibal Carrache (1560-1609).
Le mouvement ascendant des lignes et des couleurs du vitrail évoque le Cosmos.
En quittant la chapelle, et en allant vers la chapelle de la Vierge, il faut remarquer, à droite, la base d'un pilier qui a été dégagée, laissant ainsi apparaître le niveau originel du sol. En effet, celui-ci a été rehaussé au XVIIe siècle, à la suite des crues récurrentes de la Seine.

#### Chapelle de la Vierge
Elle est située dans l'axe de la collégiale et présente une architecture du XIVe siècle. On y voit une statue de la Vierge à l'Enfant du XIVe siècle en bois polychrome.
Les vitraux évoquent les litanies de la Vierge.

#### Chapelle deNotre-Dame du Rosaire

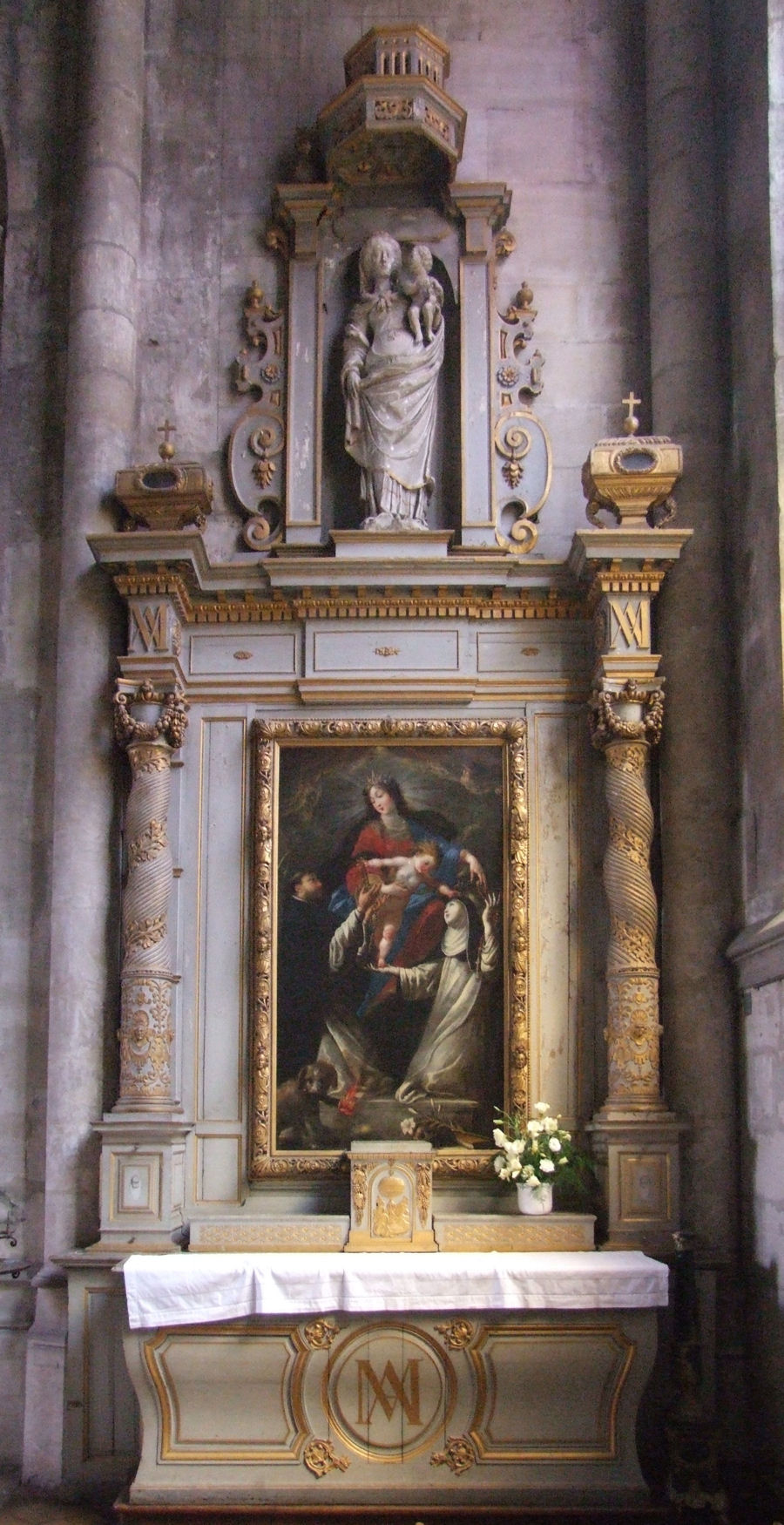
Chapelle du Rosaire

La chapelle est nommée ainsi à cause du tableau placé dans le retable. Il représente saint Dominique recevant le chapelet.
Une belle statue de pierre du XVIIe siècle représente la Vierge  et un tableau de Claude Vignon, de la même époque, représente L'Institution du rosaire.
Le vitrail de l'atelier Hermet-Juteau représente symboliquement les trois chapelets composés chacun de cinq dizaines d'Avé Maria qui correspondent aux mystères de la vie du Christ. On peut noter de bas en haut, les cinq mystères joyeux, les cinq mystères douloureux, les cinq mystères glorieux. Dans le haut de la verrière, les pétales de rose font allusion aux prières dédiées à la Vierge.

#### Chapelle Saint-Vincent
Saint Vincent, patron des vignerons, est représenté en camaïeu sur le retable.
La verrière de l'atelier Hermet-Juteau évoque la vigne par ses formes et ses couleurs.

#### Chapelle Sainte-Madeleine
Une peinture moderne représente sainte Madeleine, pécheresse repentante.
C'est le thème de la repentance qu'évoque le vitrail moderne et abstrait de l'atelier Hermet-Juteau. Les formes peuvent suggérer une femme ou une foule en prière ou la chevelure de Madeleine.

#### Chapelle Saint-Mauxe

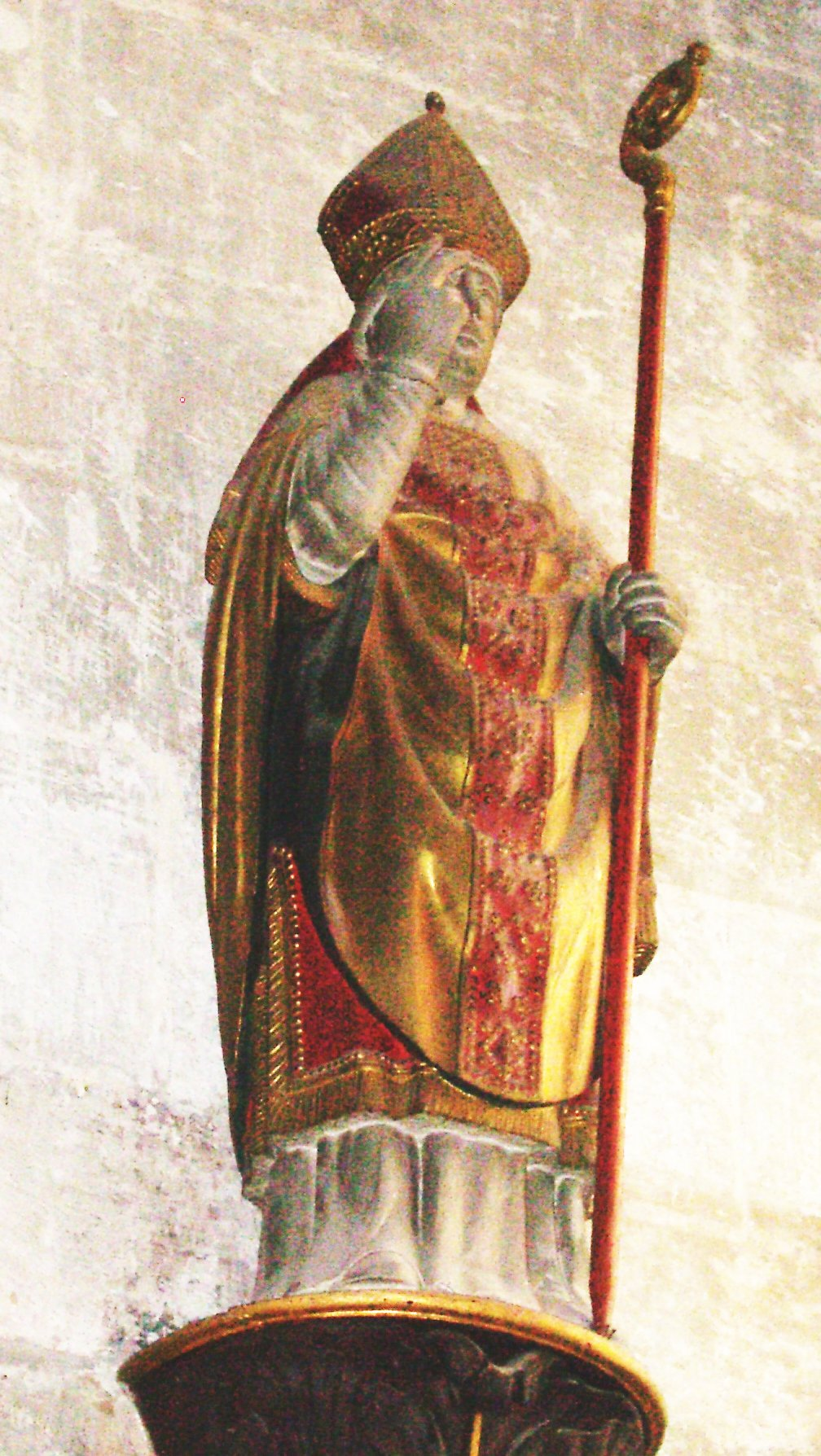
Saint Mauxe

Le culte de saint Mauxe fut introduit dans la paroisse au XIIe siècle. La chapelle abrite la statue polychrome de cet évêque martyr ainsi qu'un tableau représentant une Descente de Croix d'après Jouvenet et datant du XVIIe siècle.
Belle statue de sainte Anne du XVIe siècle.
Les couleurs de la verrière moderne de l'atelier Hermet-Juteau s'inspire de la souffrance et du martyr : rouge sang et gris des cendres.

#### Chapelle Notre-Dame-de-Lourdesb
La chapelle Notre-Dame-de-Lourdes abrite le dernier vitrail du XVIe siècle. Il a été restauré au XIXe siècle. Il montre des scènes de la vie du Christ et de saint Jean-Baptiste. En bas et de gauche à droite :
- Saint Jean-Baptiste propose le baptême à la foule
- Saint Jean-Baptiste baptise Jésus
- Saint Jean-Baptiste est décapité
- Nativité de saint Jean-Baptiste

#### Chapelle Saint-JosephetNotre-Dame-de-Fatima
La chapelle présente un vitrail réalisé en 1975 par le peintre-verrier Jacques Bony. Afin de rester en harmonie avec la fenêtre voisine du XVIe siècle, Jacques Bony a décidé de dessiner un vitrail dans le style du même siècle. Il évoque deux églises anciennes de Vernon détruites à la Révolution. Jacques Bony a prêté son visage à Saint Jacques, et celui de sa femme Geneviève Bony à Sainte Geneviève. Dans sa moitié gauche, le vitrail représente sainte Geneviève visitant les Parisiens durant le siège des Huns en 451. Il est possible de reconnaître le Pont Neuf et, tout à gauche, Notre-Dame. La moitié droite présente saint Jacques, vénéré à Saint-Jacques-de-Compostelle, dont la cathédrale est représentée tout à droite.
Belle statue de sainte Anne.

#### Les orgues
Cet instrument fut édifié en 1610 par Jean Ourry. Transformées et embellies durant les siècles, les orgues ont été restaurées pour la dernière fois en 1979 par Alfred & Daniel Kern. Les 2 200 tuyaux répartis sur 31 jeux sont à l'origine de leur remarquable qualité sonore.
Le buffet en bois et la tribune ont été classés. Les treize panneaux sculptés du début du XVIIe siècle qui ornent le devant représentent David, les Vertus et des anges musiciens. Ils ont été restaurés par le sculpteur Fancelli en 1979.
L'association des Amis de l'Orgue de la Collégiale de Vernon œuvre pour faire connaître l'instrument et organiser régulièrement des concerts.

## Mobilier
Tableaux
- Claude Vignon (1593-1671) : Saint Dominique recevant le Rosaire de la main de sainte Anne, vers 1630-1635[11] ; (chapelle du Rosaire, transept sud, tableau enchâssé dans un retable en bois sculpté d'époque Louis XIII)
- Annibale Carracci (1560-1609) (attribution) :  La Résurrection , vers 1600.
- François Sablet (1745-1819 (attribution) : La Multiplication des pains ; ce peintre séjourna au château des Pénitents de Vernonnet.
- Julien Devos (1845-1925) : Un miracle de saint Adjutor, patron de Vernon, vers 1873 (ancienne chapelle baptismale).
- Jean François : La Cène ; 1600 ; inspiré de Léonard de Vinci [12].
- Anonyme d'après Coypel : Jésus guérissant les malades.
- Anonyme : portrait de l'abbé Grieu, ancien prêtre de la collégiale, en 1874, œuvre propriété de la ville conservéé à la collégiale.

Sculptures
- Saint Adjutor, Patron des mariniers et de Vernon, sculpture en pierre
- Calvaire daté de 1664 réalisé par Jean Drouilly, un sculpteur régional
- Mausolée de Marie Maignart [13]
- Statue de la Vierge en bois, au-dessus du retable de la Chapelle du Rosaire (transept sud)
- Panneau de bois sculpté du XVIIIe siècle, devant l'autel dans le chœur
- Monument à la mémoire de l'abbé Michel Moulin par Joseph Décorchemont [14]

Meubles
- Devant d'autel représentant sainte Avoye recevant la communion par un ange, dans sa cellule, chapelle du transept Nord.
- Maître-autel de style Louis XVI, en provenance de la chartreuse de Gaillon [6], l'ancien ayant été détruit à la Révolution.

Dans la nuit du 12 au 13 décembre 1971, six tapisseries des Flandres datant de 1620-1640 ont été volées.

## Représentation artistiques

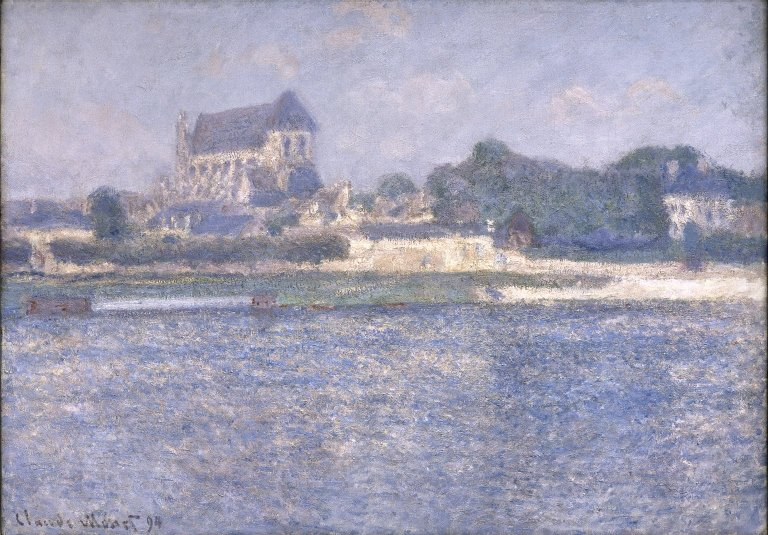
Collégiale de Vernon, par Monet.

- Collégiale de Vernon, par Monet.Claude Monet a peint de nombreux tableaux représentant la collégiale de Vernon de 1883 à 1894, en suivant les variations climatiques locales.
- En 2019, le duo d'artistes Arotin And Serghei a créé l'installation monumentale Impressions, Dialogues avec Monet, projetée sur la façade de la Collégiale.